# Myra Marx Ferree
Myra Marx Ferree, född 10 oktober 1949, är en amerikansk sociolog och genusvetare. Hon är professor emerita vid University of Wisconsin–Madison.

## Biografi
Ferree studerade vid Hamburgs universitet och Bryn Mawr College och avlade år 1976 doktorsexamen i socialpsykologi vid Harvard University. År 1987 utnämndes hon till professor i sociologi och genusvetenskap vid University of Connecticut. Ferree blev år 2000 professor i sociologi vid University of Wisconsin–Madison. För sina insatser tilldelades hon 2004 Jessie Bernard Award av American Sociological Association.